# Chiesa di San Giorgio (San Lorenzo Dorsino)
La chiesa di San Giorgio è una chiesa cattolica situata a Dorsino, frazione del comune di San Lorenzo Dorsino in provincia di Trento; è sussidiaria della parrocchiale di San Giorgio (chiesa moderna sempre situata a Dorsino) e fa parte dell'arcidiocesi di Trento.

## Storia

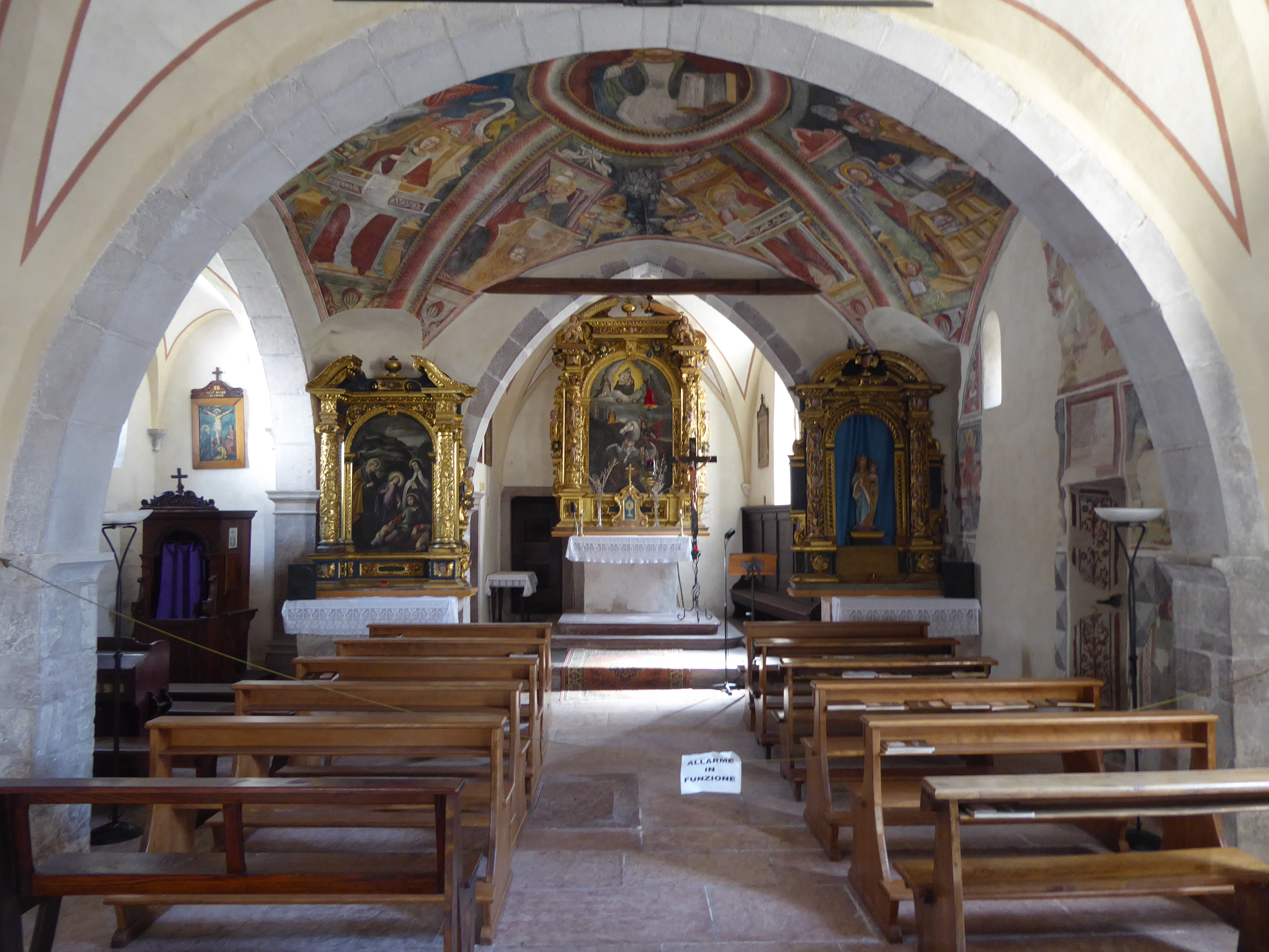
Interno

Il sito dove sorge la chiesa era occupato anticamente da un'area cimiteriale, di cui sono state rinvenute sessanta tombe durante i restauri novecenteschi. La prima chiesa, in stile romanico, venne costruita nel XIII secolo; orientata regolarmente verso est, aveva aula rettangolare conclusa da un'abside a semicerchio e un campanile a base quadrata; tra il 1350 e il 1384 venne affrescata da Giovanni da Volpino, detto "maestro di Sommacampagna", e poi da un pittore locale. 
Entro il 1499 ci fu un intervento radicale: l'abside venne demolita e sostituita da un presbiterio rettangolare, e la copertura in legno venne rimpiazzata da volte in muratura, che comportarono l'aggiunta dei contrafforti angolari a sud-ovest; l'edificio così modificato venne decorato da Cristoforo II Baschenis nel 1500.
A fine Cinquecento vi furono altri lavori: nel 1580 venne rimaneggiata la facciata, sostituendo il portale e aprendo le due finestre, e nel 1590 venne aggiunta una cappella laterale, abbattendo e ricostruendo il campanile. Tra il 1603 e il 1616 venne ristrutturata la sagrestia e riparato il tetto.
L'edificio venne danneggiato da un incendio che nel 1705 devastò il paese di Dorsino; bruciarono le coperture della chiesa e andò distrutta la cima del campanile, causando la caduta delle campane; la ristrutturazione venne ultimata nel giro di due anni, e si colse l'occasione per sopraelevare la torre campanaria. Nel 1844 vi furono altri consistenti lavori di restauro, durante i quali venne sostituito e rialzato il pavimento; ridotta l'altezza degli ambienti interni, si dovette demolire parte delle volte per riuscire a collocare gli altari laterali.
Nel 1937 vi furono lavori di riparazione per danni causati da un fulmine. Tra il 1972 e il 1984 si operò un restauro generale, che fu particolarmente lungo anche perché la chiesa venne nel frattempo danneggiata da un terremoto, durante il quale si tornò ad abbassare la quota di calpestio della navata, sostituendo di nuovo il pavimento, e si recuperarono gli affreschi; nel 1990 circa vennero ulteriormente restaurate le pitture della navata.
Dal punto di vista organizzativo, questa chiesa venne eretta a primissaria della pieve di Tavodo entro il 1700; il 25 giugno 1954 venne elevata a parrocchia, ma venne ridotta a sussidiaria soltanto quattro anni dopo, quando la sede parrocchiale venne spostata nella nuova chiesa omonima, costruita poco distante su progetto di Dario Agostini.

## Descrizione

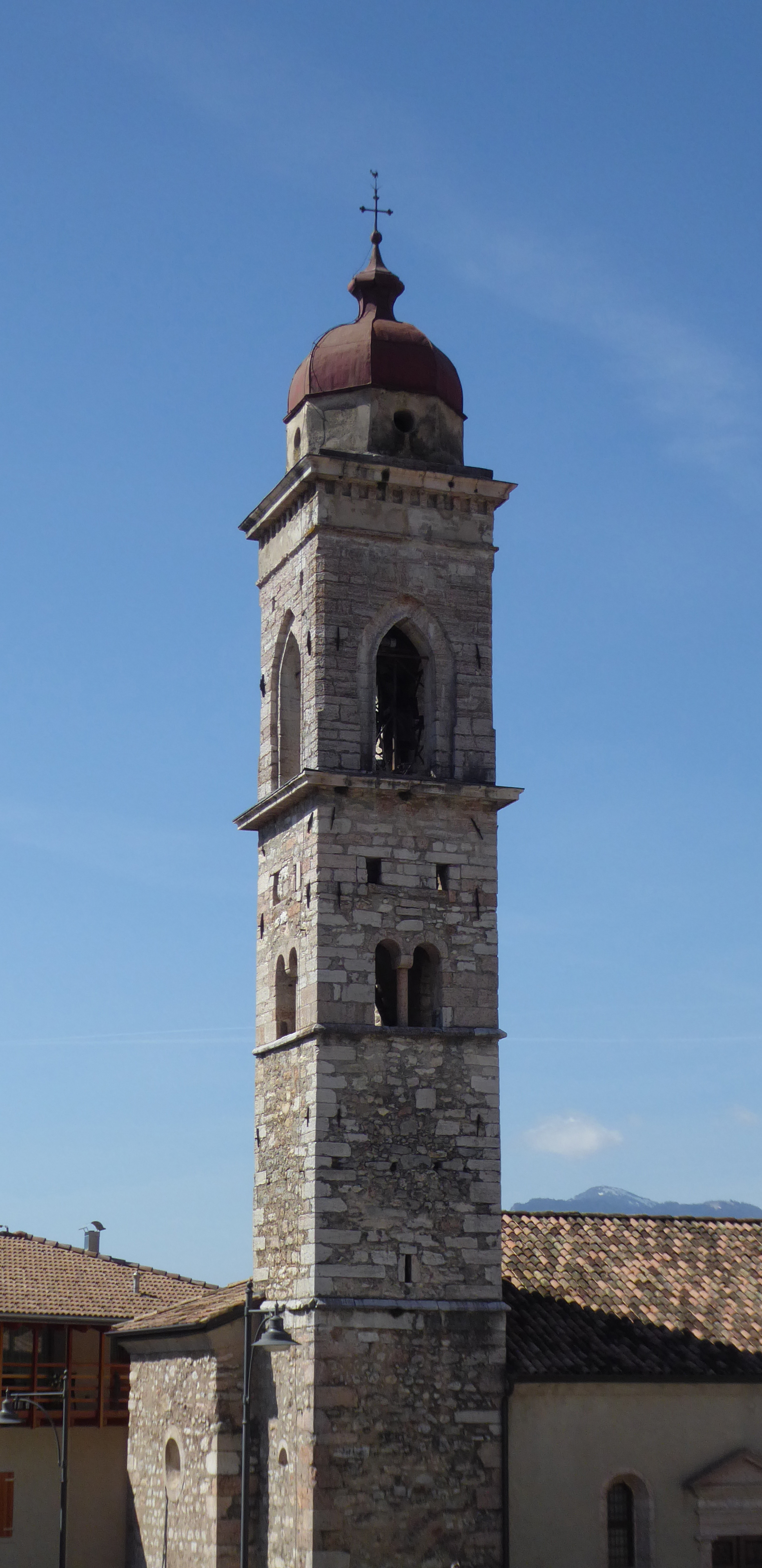
Il campanile

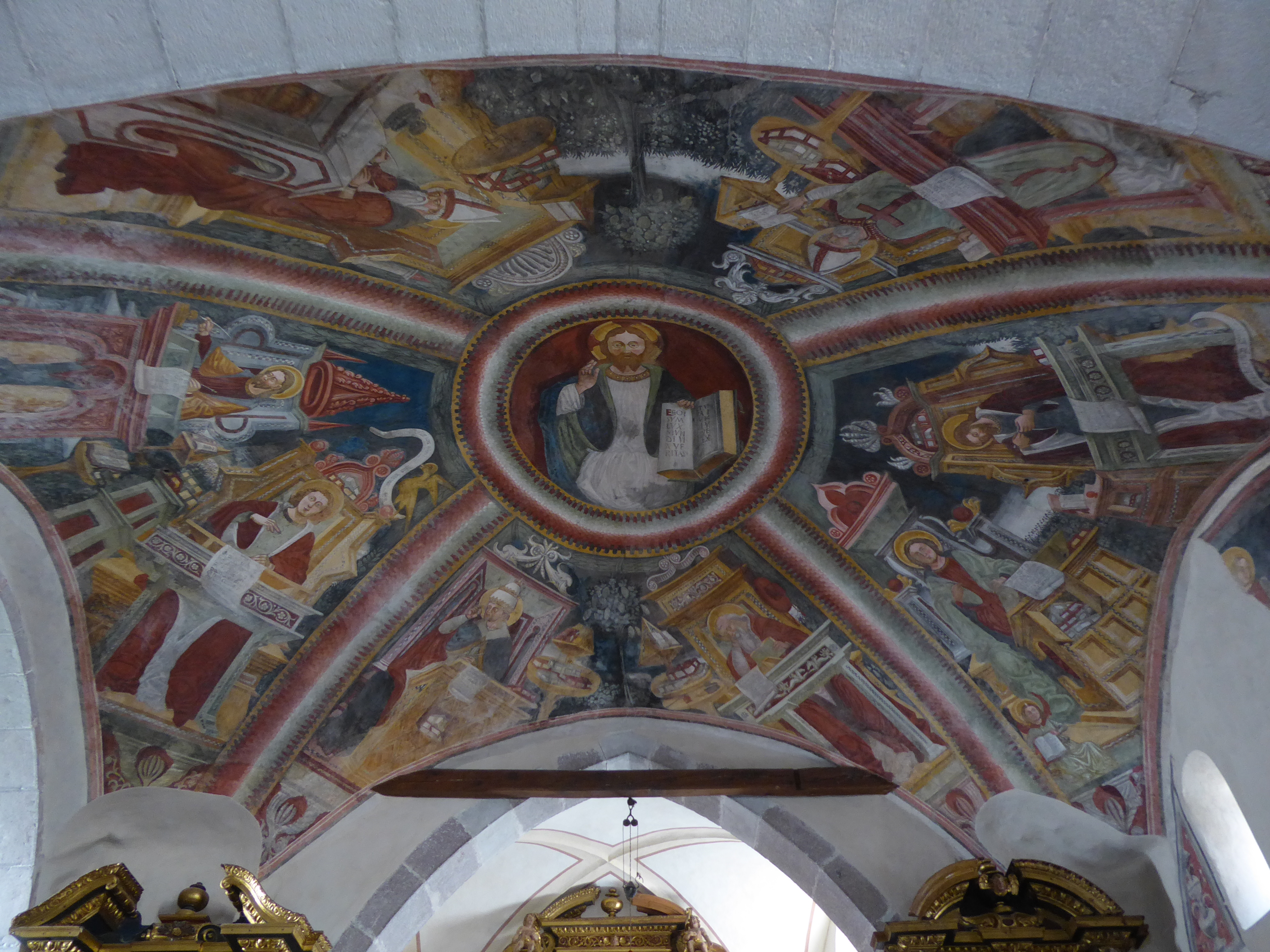
Gli affreschi di Cristoforo II Baschenis sulla volta della seconda campata

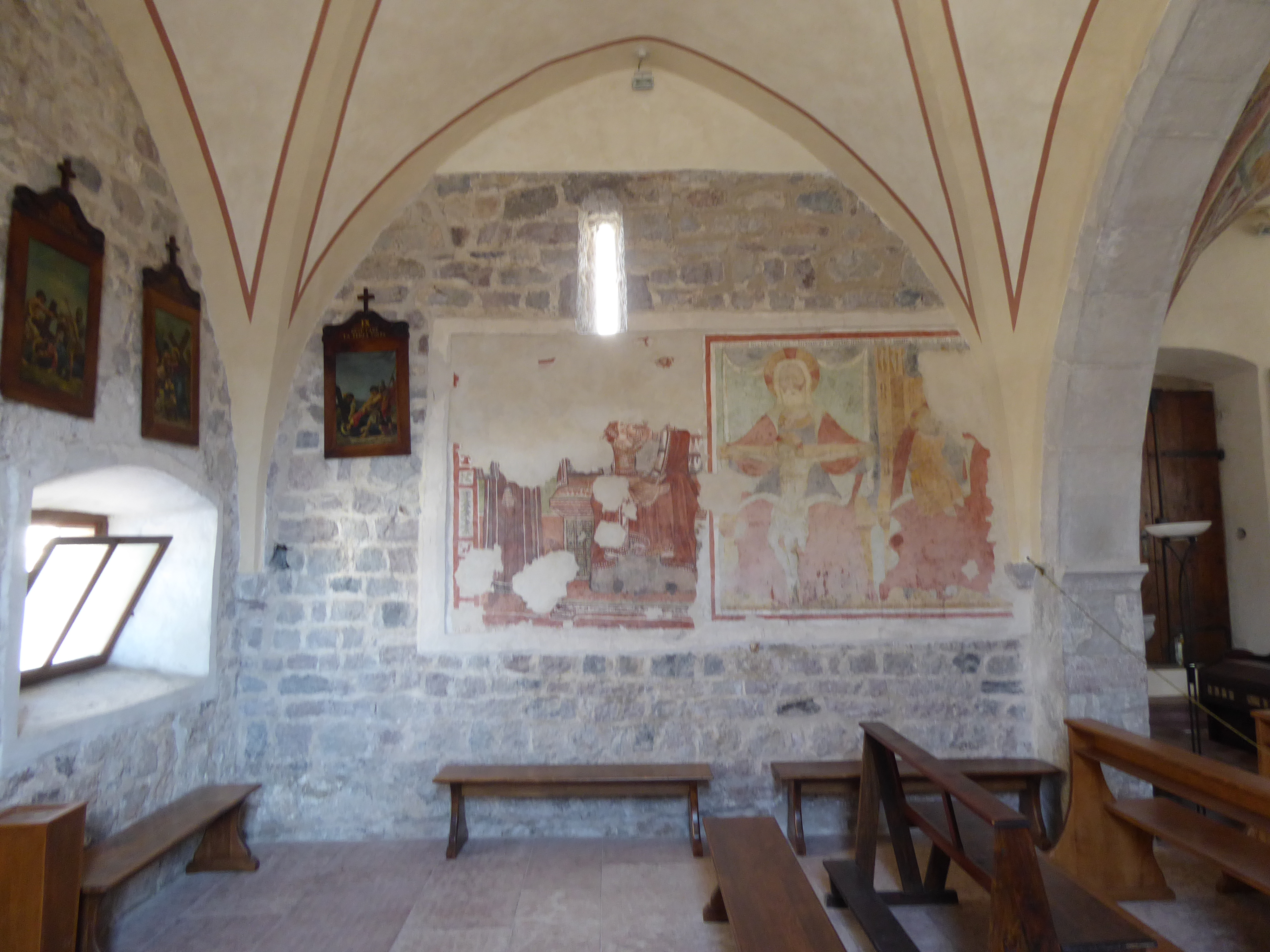
Gli affreschi trecenteschi nella prima campata

### Esterno
La chiesa, orientata regolarmente verso est, è realizzata in pietrame con copertura in coppi; si trova nel centro storico di Dorsino e anticamente era circondata da un cimitero, la cui presenza è documentata nel 1815.
L'edificio si presenta con facciata a capanna, supportata sull'angolo destro da un contrafforte e aperta dal portale principale architravato, da due finestrelle rettangolari di stampo rinascimentale chiuse da grate e da due piccole aperture in alto; altre due finestre si aprono ai lati, entrambe in corrispondenza della prima campata: una monofora centinata sul fianco destro (sostenuto da altri tre contrafforti), e una più piccola apertura rettangolare su quello opposto; dal fianco sinistro emerge il volume della cappella laterale, dotata di un proprio portale d'accesso. 
Il campanile, una torre a base quadarata, è appoggiato all'angolo tra la cappella e il presbiterio: la metà inferiore del fusto è ripartita da due cornici eminenti, e appoggiata sulla seconda di queste si trova l'antica cella campanaria a bifore. Sopra ad essa, compresa tra due cornicioni modanati, si trova la cella campanaria odierna, aperta da grandi monofore archiacute; la cima è costituita da un tamburo ottagonale con quattro oculi, sormontato da un cupolino in lamiera con sfera e croce apicali.

### Interno
L'interno è composto da un'unica navata rettangolare, che un'arcata a pieno centro suddivide in due campate coperte da volte a crociera; sul fianco sinistro della seconda campata, introdotta da un'arcata archiacuta, si apre la cappella laterale, anch'essa rettangolare, mentre sul lato opposto si trova un accesso tamponato. L'arco santo ogivale apre al presbiterio, rialzato di un gradino e leggermente decentrato verso sinistra; anche questo spazio è a base rettangolare e voltato a crociera, ed è illuminato da una sola monofora sul lato destro. 
Vi sono tre altari lignei (il maggiore e due laterali) scolpiti e dipinti, risalenti al Seicento; quello di sinistra è dedicato ai santi Rocco e Giuseppe, quello di destra alla Beata Vergine Maria.
La chiesa è impreziosita da diversi affreschi: i più pregiati sono quelli cinquecenteschi di Cristoforo II Baschenis: sulla volta della seconda campata Cristo benedicente in una mandorla circolare e nelle vele, a coppie, i quattro evangelisti e quattro Dottori della Chiesa; sulla parete destra della navata san Michele e san Martino che dona il mantello al povero, e sopra ad essi san Giorgio con il drago. Sopra l'architrave dell'accesso tamponato vi è un'iscrizione lasciata dal Baschenis, il quale scrive di essere nato "sette olimpiadi prima del completamento di questi affreschi" (avvenuto il 4 luglio 1500).
In prima campata, sulla parete sinistra si trovano un affresco trecentesco del maestro di Sommacampagna raffigurante la Madonna del Latte con sant'Antonio abate, e una Madonna con Bambino e una crocifissione di fine Trecento-inizio Quattrocento opera di un tal Delaidotti di Dorsino, e sulla volta decorazioni realizzate in data imprecisata tra Ottocento e Novecento.